# Nicolaus Kommerell
Nicolaus Kommerell (* um 1550 in Tübingen; † 8. Oktober 1610 ebenda) war ein Tuchmacher in Tübingen. Er war zudem ein Ratsverwandter.

## Leben
Nicolaus Kommerell war der zweitälteste Sohn des Tübinger Bäckers Fabian Kommerell und seiner ersten namentlich nicht bekannten Ehefrau. Er machte eine Tuchmacherlehre.
1573 (am 14. Sonntag nach Trinitatis) heiratete Kommerell Barbara Grüninger (* vor 1556; † vor Juni 1590), eine Tochter von Ottmar Grüninger, Bürgermeister von Herrenberg. Mit ihr hatte er acht Kinder, von denen wohl nur drei das Erwachsenenalter erreichten. Die zweite Frau, Sara geb. Rieker, heiratete er am 1. Advent 1590. Sie war eine zweifache Witwe, die zuvor mit den Tübinger Bürgern Lorenz Kienlin und Jakob Speiser verheiratet war. Sie starb jedoch spätestens anderthalb Jahre nach der Trauung († vor Mitte 1592) und diese Ehe blieb kinderlos. Am 22. Sonntag nach Trinitatis heiratete er seine dritte Frau, Barbara geb. Heuss, die junge Witwe des Hans Zeh aus Reutlingen. Mit ihr hatte er sieben Kinder, von denen wohl nur drei das Erwachsenenalter erreichten. Sie überlebte Kommerell und heiratete 1613 erneut.

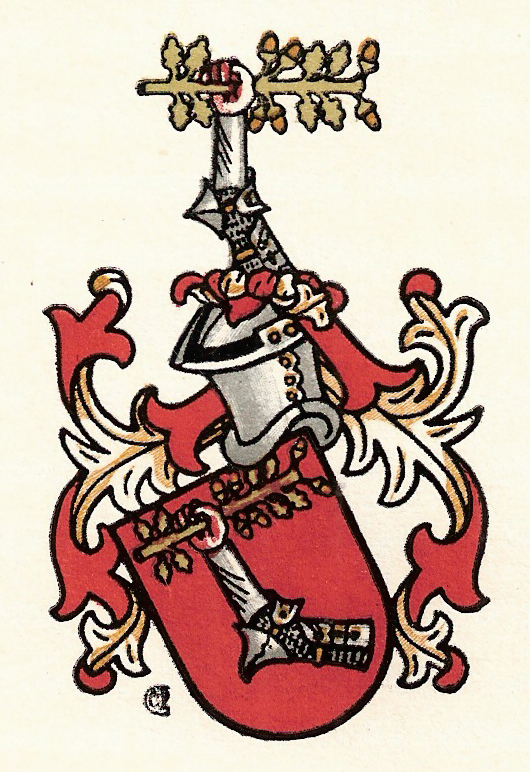
Das Kommerell-Wappen aus dem 18. Jh. zeigt das ursprüngliche Motiv zweimal.

Kommerell erfreute sich des guten Ansehens und wurde als zweiter der Kommerells – nachweisbar seit 1596 – in den Tübinger Rat aufgenommen. Er war zu diesem Zeitpunkt auch Lehensträger des Spitals. 1635 stieg er zum Gerichtsverwandten (bis 1639) auf. Sein Siegel von 1596 stellt das Kommerell-Wappen dar: ein nach rechts gewinkelter Arm, einen Pfeil haltend.
Nicolaus Kommerell und seine dritte Frau verkauften 1609 ihre Scheuer an den Apotheker Michael Ziegler für 422 fl.

## Kinder
mit der ersten Frau, Barbara geb. Grüninger
- Nicolaus (* 17. August 1574; † als Kind)
- (Hans) David (* 24. Oktober 1575; † 8. Februar 1655 in Ulm), Handelsmann
- Alexander (* 29. Mai 1577)
- Barbara (* 31. Dezember 1576)
- Anna Maria (* vor Mitte 1583; † , ⚭ 22. Mai 1604 Erhard Agricola, Pfarrer in Teyfringen)
- Regina (* 17. Juni 1594; † als Kind)
- Susanna (* 14. Dezember 1585)
- Nicolaus (* 5. August 1588; † 2. März 1672 in Heimerdingen), Pfarrer

mit der dritten Frau, Barbara geb. Heuss
- Carl(us) Christoph(orus). (* 2. Oktober 1593)
- Johann Conrad(us) (*/† 19. August 1594)
- Regina (* 4. April 1595; † vor 9. Dezember 1627, ⚭ Abel Johann, Pfarrer in Massenbach im Kraichgau)
- Agnes (*/† 27. April 1596)
- Euphrosine (* 13. August 1598; † als Kind)
- Eleonore (* 4. Juli 1600; ⚭ 25. September 1621 Georg Lötsch, Pfarrer in Münzesheim)
- Hans Jörg (* 13. September 1604; † 1. August 1666 in Michelstadt), Superintendent